# IC 2330
IC 2330 ist ein Stern im Sternbild Krebs auf der Ekliptik, die der deutsche Astronom Max Wolf am 13. Februar 1901 fälschlich als IC-Objekt beschrieb.